# Claude Gaier
Claude Gaier (* 14. November 1938 in Lüttich; † 3. Januar 2021 in Fléron) war ein belgischer Historiker, Waffenkundler, Industriehistoriker, Festungsforscher und ehemaliger Leiter des Musée des Armes in Lüttich. Gaier gilt als bedeutender Erforscher des im Mittelalter und der Frühen Neuzeit sehr renommierten Lütticher Büchsenmacher- und Waffenschmiedehandwerkes.

## Leben
Nach dem Studium der Kunstgeschichte wurde Gaier 1964 Leiter des Bereiches Öffentlichkeitsarbeit der Fabrique Nationale Herstal.
1981 wurde Gaier Generalsekretär des Vereins Le Grand Liège, welcher sich für die Entwicklung des Großraums Lüttich einsetzt.  1995 ernannte die Universität Lüttich Gaier zum wissenschaftlichen Koordinator des Grand-Curtius-Projektes, welches die Errichtung und Eröffnung des Museums Grand Curtius koordinierte. 2009 wurde das Museum eröffnet.
1985 wurde Gaier Kurator des Waffenmuseums (Musée des Armes) in Lüttich. Von 1988 bis zu seiner Pensionierung im Jahre 2009 leitete er das Museum. Zwischen 1994 und 2004 war er Präsident des International Committee for Museums and Collections of Arms and Military History (ICOMAM). 2018 wurde er zum Ehrenbürger von Lüttich ernannt.

## Werk
Parallel zu seiner Berufstätigkeit promovierte Gaier als Historiker an der Universität Lüttich. 1971 legte er seine Promotionsschrift L’industrie et le commerce des armes dans les principautés de Liège, du XIIIe à la fin du XVe siècle („Die Waffenindustrie und der Waffenhandel in den Fürstentümern Lüttichs vom 13. bis zum Ende des 15. Jahrhunderts“) vor.
Anknüpfend an seine Doktorarbeit legte Gaier 1976 das erste umfassende Werk zum Lütticher Waffenschmiedehandwerk vor. Dieses betrachtet er unter anderem aus archäologischen, historischen und kunstgeschichtlichen Perspektiven. Es handelt sich zudem um den ersten Versuch einer Auflistung der bekannten Lütticher Waffenhersteller. Im Rahmen seiner Kuratorentätigkeit sicherte er zudem Quellen und historische Werkzeuge der Lütticher Büchsenmacher vor der Zerstörung.
Nach dem Zusammenbruch mehrerer wallonischer Industriezweige (vor allem des Bergbaus und der Textilherstellung) in den 1970er-Jahren initiierte Gaier gemeinsam mit anderen Wissenschaftlern Ausstellungen zur Industriearchäologie und Industriegeschichte, welche ab 1984 stattfanden. 1988 legte Gaier eine Schrift zum Lütticher Kohlebergbau vor.
Gaier verfasste über 500 Aufsätze und Bücher zu waffen- und befestigungshistorischen Themen.

## Veröffentlichungen (Auswahl)
- Claude Gaier: Catalogue des armes du Musée Curtius. Ier–XIXe siècle. Lüttich 1963.
- Claude Gaier: L’industrie et le commerce des armes dans les anciennes principautés belges du XIIIme à la fin du XVme siècle. Paris 1973.
- Claude Gaier: Quatre siècles d’armurerie liégeoise. Lüttich 1976.
- Claude Gaier: Huit siècles de houillerie liégeoise. Histoire des hommes et du charbon à Liège. Lüttich 1988.
- Claude Gaier, Auguste Francotte: FN-Browning. 100 years of sport and military firearms. 1989.
- Claude Gaier, André Joris: Armes et combats dans l’univers médiéval. Brüssel 1995 und 2004.
- Claude Gaier: Cinq siècles d’armurerie liégeoise. Lüttich 1996.
- Claude Gaier: Le qui est qui de l’armurerie liégeoise. 1800–1950. Lüttich 2005.
- Auguste Francotte, Claude Gaier, Robert Karlshausen: Ars mechanica : Le grand livre de la Fabrique Nationale (1889–2007). Paris 2008.